# 디르크 판 티헐트
디르크 판 티헐트(네덜란드어: Dirk Van Tichelt, 1984년 6월 10일~)는 벨기에의 전직 유도 선수이다. 2016년 하계 올림픽 남자 라이트급에서 동메달을 획득했으며 세계 유도 선수권 대회에서 동메달 2개를 획득했다.